# Arthur V. Johnson
Pour les articles homonymes, voir Johnson.
Arthur V. Johnson est un acteur et réalisateur américain né le 2 avril 1876 à Cincinnati, dans l'Ohio, et ayant exercé durant la période du muet. Il est mort à Philadelphie (Pennsylvanie), le 17 janvier 1916.

## Biographie
Arthur V. Johnson est né le 2 avril 1876 à Cincinnati, dans l'Ohio où son père est un prêtre épiscopalien. À la fin des années 1910, après être sorti d'une agence de comédiens sur Broadway, Arthur Johnson est accosté par un réalisateur totalement inconnu appelé D. W. Griffith. Celui-ci, à la recherche d'un acteur pour son premier film, lui propose de l'engager pour cinq dollars par jour. Comme tous les comédiens de l'époque, Johnson est quelque peu réticent à faire du cinéma comme le laisse suggérer sa réponse quand Griffith lui certifie qu'il ne souhaite pas faire des films comme ceux des autres : « Si j'en juge par ceux que j'ai vus, il me paraît en effet judicieux de ne pas faire les mêmes ». Il accepte finalement de travailler pour Griffith, ce qui lui assure au moins un repas par jour de travail. C'est ainsi que la collaboration entre les deux hommes débute avec Les Aventures de Dollie (The Adventures of Dollie), film qui sort en 1908.
Arthur Johnson tourne tout au long de sa carrière plus de 300 films et c'est lors d'un de ces nombreux tournages qu'il rencontre Florence Hackett (en), une actrice veuve qu'il finit par épouser,. Arthur Johnson meurt le 17 janvier 1916 de la tuberculose.

## Filmographie partielle
- 1905 : The White Caps (en) de Wallace McCutcheon et Edwin S. Porter

### 1908
- Les Aventures de Dollie (The Adventures of Dollie) de D. W. Griffith
- The Fight for Freedom de D. W. Griffith
- The Bandit's Waterloo de D. W. Griffith
- The Greaser's Gauntlet de D. W. Griffith
- Balked at the Altar de D. W. Griffith
- For a Wife's Honor de D. W. Griffith
- La Brute (The Girl and the Outlaw) de D. W. Griffith
- La Jeune Fille indienne (The Red Girl) de D. W. Griffith
- Where the Breakers Roar de D. W. Griffith
- A Smoked Husband de D. W. Griffith
- The Devil de D. W. Griffith
- Cœur de Zoulou (The Zulu's Heart) de D. W. Griffith
- Ingomar (The Barbarian Ingomar) de D. W. Griffith
- Le Vœu du vaquero (The Vaquero's Vow) de D. W. Griffith
- La Femme du planteur (The Planter's Wife) de D. W. Griffith
- Le Roman d'une juive (Romance of a Jewess) de D. W. Griffith
- L'Appel de la forêt (The Call of the Wild) de D. W. Griffith
- Cacher un voleur (Concealing a Burglar) de D. W. Griffith
- Enoch Arden (After Many Years) de D. W. Griffith
- L'Or du pirate (The Pirate's Gold) de D. W. Griffith
- La Mégère apprivoisée (The Taming of the Shrew) de D. W. Griffith
- The Guerrilla de D. W. Griffith
- La Chanson de la chemise (The Song of the Shirt) de D. W. Griffith
- L'Ingrate (The Ingrate) de D. W. Griffith
- Le Chemin d'une femme (A Woman's Way) de D. W. Griffith
- Le Clubman et le Voleur (The Clubman and the Tramp) de D. W. Griffith
- Money Mad de D. W. Griffith
- The Valet's Wife de D. W. Griffith
- The Feud and the Turkey de D. W. Griffith
- The Reckoning de D. W. Griffith
- Le Gage de l'amitié (The Test of Friendship) de D. W. Griffith
- The Christmas Burglars de D. W. Griffith
- Mr. Jones at the Ball de D. W. Griffith
- The Helping Hand de D. W. Griffith

### 1909
- One Touch of Nature de D. W. Griffith
- The Honor of Thieves de D. W. Griffith
- Love Finds a Way de D. W. Griffith
- The Sacrifice de D. W. Griffith
- The Criminal Hypnotist de D. W. Griffith
- Mr. Jones Has a Card Party de D. W. Griffith
- L'Extravagante Mme Francis (The Fascinating Mrs. Francis) de D. W. Griffith
- The Welcome Burglar de D. W. Griffith
- Ces maudits chapeaux (Those Awful Hats) de D. W. Griffith
- The Cord of Life de D. W. Griffith
- The Girls and Daddy de D. W. Griffith
- The Brahma Diamond de D. W. Griffith
- A Wreath in Time de D. W. Griffith
- La Vie d'Edgar Poe (Edgar Allan Poe) de D. W. Griffith
- Tragic Love de D. W. Griffith
- The Curtain Pole de D. W. Griffith
- His Ward's Love de D. W. Griffith
- The Hindoo Dagger de D. W. Griffith
- Amour et Politique (The Politician's Love Story) de D. W. Griffith
- La Pièce d'or (The Golden Louis) de D. W. Griffith
- At the Altar de D. W. Griffith
- His Wife's Mother de D. W. Griffith
- L'Espion (The Prussian Spy) de D. W. Griffith
- A Fool's Revenge de D. W. Griffith
- The Roue's Heart de D. W. Griffith
- The Wooden Leg de D. W. Griffith
- The Salvation Army Lass de D. W. Griffith
- The Lure of the Gown de D. W. Griffith
- I Did It, Mama de D. W. Griffith
- L'Âme du violon (The Voice of the Violin) de D. W. Griffith
- The Deception de D. W. Griffith
- And a Little Child Shall Lead Them de D. W. Griffith
- A Burglar's Mistake de D. W. Griffith

### 1910
- 1910 : Les Liens du destin (The Thread of Destiny), de David W. Griffith

### Source
- Jean-Loup Passek et Patrick Brion, D.W. Griffith : Le Cinéma, Paris, Cinéma/Pluriel - Centre Georges Pompidou, 1982, 216 p. (ISBN 978-2-86425-035-7, BNF 34768665)